# Huo Jianqi
Pour les articles homonymes, voir Huo.
Dans ce nom, le nom de famille, Huo, précède le nom personnel.
Huo Jianqi (en chinois : 霍建起), né le 20 janvier 1958 à Pékin, est un réalisateur chinois.

## Filmographie

### Au cinéma
- 1996 : Ying jia
- 1997 : Ge shou
- 1999 : Postmen in the Mountains (那山那人那狗, Na shan na ren na gou)
- 2001 : Lan se ai qing
- 2002 : Life Show (生活秀, Sheng huo xiu)
- 2003 : Nuan (zh)
- 2005 : Qing ren jie
- 2009 : Tai bei piao xue
- 2012 : Xiao Hong
- 2015 : 1980 nian dai de ai qing